# Zdrowie-UE
Zdrowie-UE – oficjalny portal Dyrekcji Generalnej ds. Zdrowia i Konsumentów Unii Europejskiej umożliwiający dostęp do informacji dotyczących zdrowia obywateli Unii Europejskiej.

## Cele portalu
Głównym celem tego portalu tematycznego jest udzielanie obywatelom UE wszechstronnych informacji o inicjatywach i programach zdrowotnych realizowanych na szczeblu UE. Portal ma za zadanie pomóc w realizacji celów UE w dziedzinie zdrowia publicznego, które zostały skonstruowane w ramach "programu działań wspólnotowych w dziedzinie zdrowia publicznego na lata 2003-2008" poprzez wywieranie pozytywnego wpływu na zachowania społeczne i działając na rzecz trwałej poprawy poziomu zdrowia publicznego w 27 państwach członkowskich UE. By sprostać tym celom Komisja Europejska powołała radę redakcyjną, która jest reprezentowana przez 31 państw, agencje Unii Europejskiej, organizacje międzynarodowe, Komisję Europejską i Dyrekcje Generalne Komisji Europejskiej. Zadania rady to m.in. aktualizacja treści portalu (najnowsze wiadomości i wydarzenia) oraz analiza informacji zwrotnych i podejmowanie decyzji w sprawie działań, jakie należy podjąć.